# Gras-Sternmiere
Die Gras-Sternmiere (Stellaria graminea), auch Grasmiere genannt, ist eine Pflanzenart aus Gattung der Sternmieren (Stellaria) innerhalb der Familie der Nelkengewächse (Caryophyllaceae). Sie ähnelt der Großen Sternmiere, hat allerdings schmalere Blätter und ihre bis fast zum Grund gespaltenen Kronblätter sind kaum länger als die Kelchblätter.

## Beschreibung

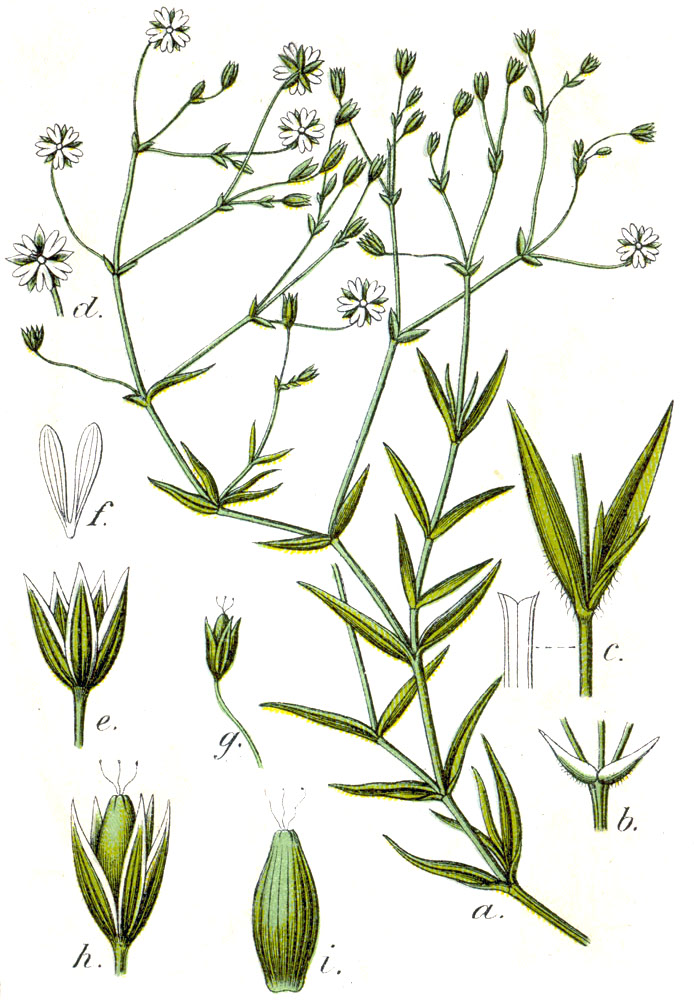
Illustration von Johann Georg Sturm

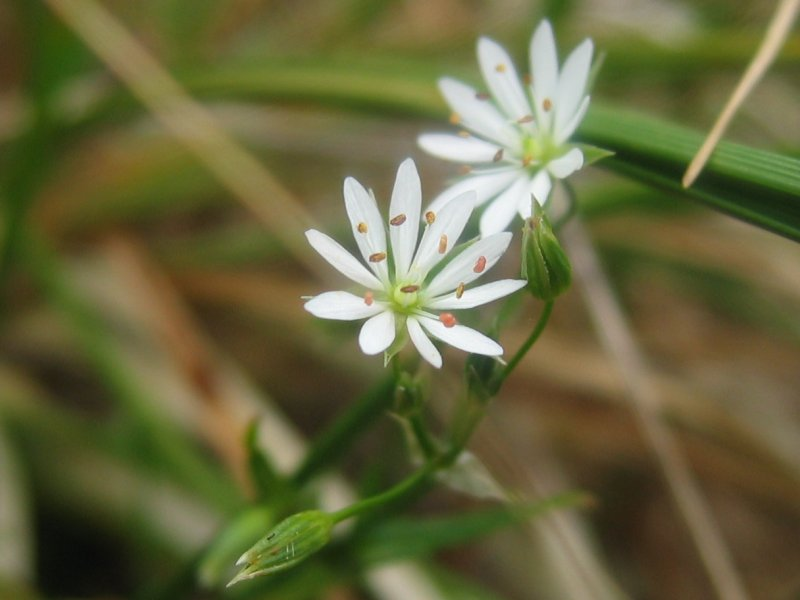
Blüten

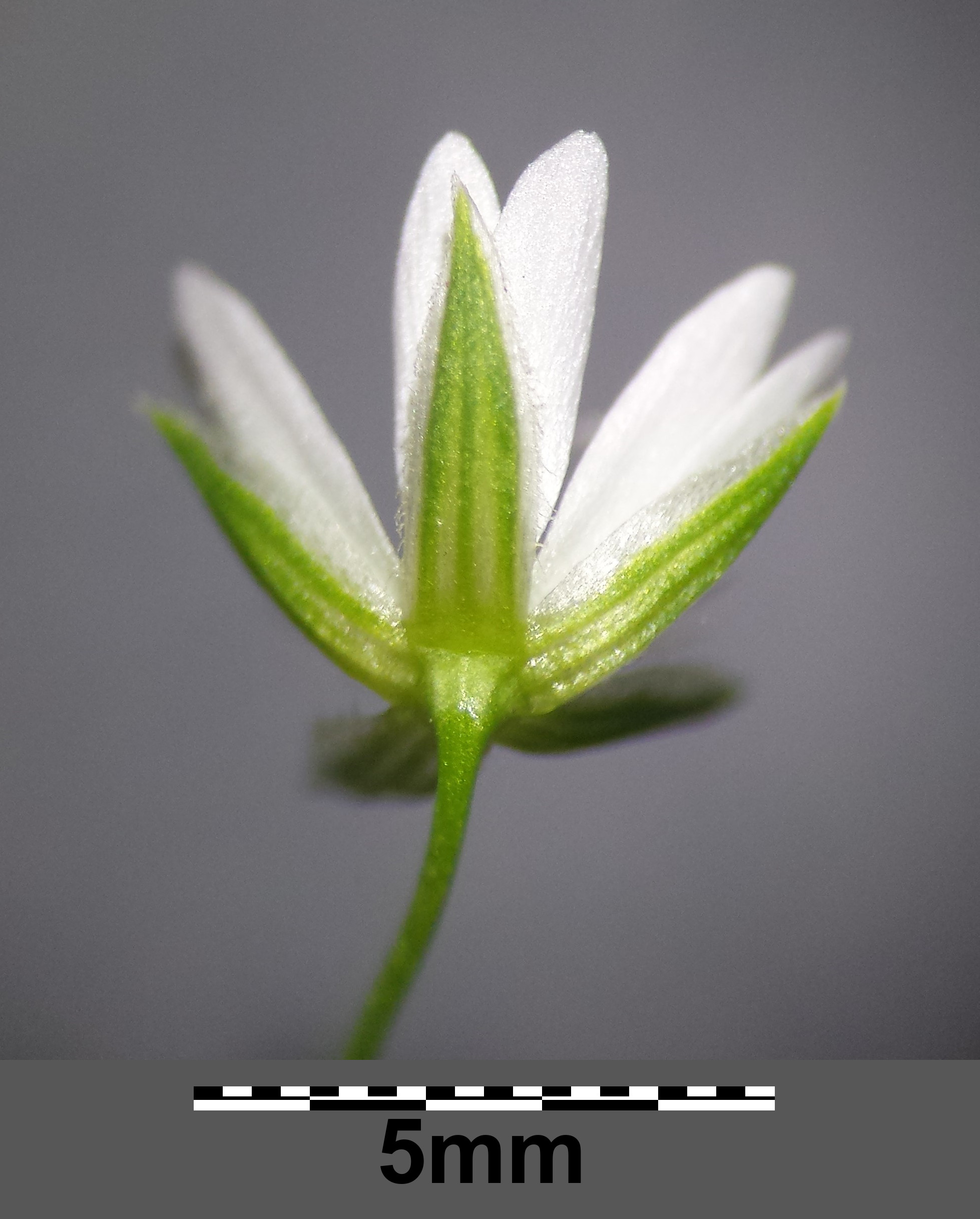
Die Kelchblätter sind am Rand bewimpert

### Vegetative Merkmale
Die Gras-Sternmiere wächst als mehrjährige krautige Pflanze und erreicht Wuchshöhen von 10 bis 50, manchmal bis 80 Zentimetern. Sie bildet einen lockeren Rasen. Der viereckige, verzweigte Stängel wirkt ziemlich schlaff.
Die Laubblätter sind gegenständig am Stängel angeordnet. Die einfache, relativ schmale Blattspreite ist bei einer Länge von etwa 4 Zentimetern linealisch-lanzettlich, am Grund etwas gewimpert, aber sonst kahl und von gras-grüner Farbe.

### Generative Merkmale
Die Blütezeit reicht von Mai bis Juli. Der Blütenstand ist ausgebreitet und gabelästig, er bildet eine endständiges, gespreizt ästiges, lockeres Dichasium. Die Blütenstiele sind lang, kahl und zur Fruchtzeit waagrecht oder schief herabgebogen.
Die Blüte ist radiärsymmetrisch und fünfzählig mit doppelter Blütenhülle. Die relativ kleine hat bei der großblütigen Form einen Durchmesser von 10 bis 12 Millimetern, bei der kleinblütigen Form von 5 bis 6 Millimetern. Die fünf dreinervigen Kelchblätter sind weiß häutig gerandet, gewimpert und 3 bis 5 Millimeter lang. Die weißen Kronblätter sind bis über die Mitte zweispaltig und so lang wie oder etwas länger als die Kelchblätter. Es sind drei Griffel vorhanden.
Die grüne, längliche Kapselfrucht ist etwas länger als der Kelch. Sie öffnet sich oben fünfzackig und entlässt dort die Samen. Die rötlich braunen Samen sind gerieft und 1 bis 1,2 Millimeter groß.
Die Chromosomenzahl beträgt 2n = 26, 39 oder 52.

## Ökologie
Die Gras-Sternmiere kommt fast ausschließlich in größeren, aber selten bestandsbildenden, Gruppen vor. Die sommergrüne, mehrjährige Schaftpflanze treibt nach der Winterpause am „Wurzelstock“ neu aus.
Ihre Bestäubung erfolgt durch Selbstbestäubung oder Insekten. Blütenbesucher sind Fliegen, kleine Bienen und Käfer. Die Samen werden mit Hilfe des Windes ausgebreitet.

## Vorkommen
Stellaria graminea kommt in den gemäßigten Gebieten Europas und West- und Mittelasiens bis in Höhenlagen von etwa 1200 Metern vor. In den Allgäuer Alpen steigt sie im Tiroler Teil am Südfuß der Sefenspitze bis zu einer Höhenlage von 1900 Meter auf. Am Piz Mundaun in Graubünden erreicht sie 2050 Meter. Sie kommt in Europa fast in allen Ländern vor und fehlt nur in Belarus und Bosnien und Herzegowina und ist in Island ein Neophyt. In Nordamerika ist sie ein Neophyt. 
In weiten Teilen Deutschlands, insbesondere in den kalkarmen Gebieten, kommt sie häufig vor. In Österreich und der Schweiz ist die Gras-Sternmiere verbreitet und häufig zu finden.
Die Gras-Sternmiere wächst in mageren Bergwiesen und Magerweiden, an Wegen und in Äckern; auch in nährstoffarmen Feuchtwiesen und Mooren findet man sie. Sie gedeiht meist in mäßig frischen, mäßig nährstoffreichen, kalkarmen, neutral-mäßig sauren, humosen, vorwiegend sandigen Lehmböden. Sie kommt in Mitteleuropa vor allem in mageren Molinio-Arrhenatheretea-Gesellschaften oder etwas eutrophierten Nardetalia- und in Gebirgsäcker-Unkraut-Gesellschaften vor.
Die ökologischen Zeigerwerte nach Landolt et al. 2010 sind in der Schweiz: Feuchtezahl F = 3w+ (mäßig feucht aber stark wechselnd), Lichtzahl L = 3 (halbschattig), Reaktionszahl R = 2 (sauer), Temperaturzahl T = 3+ (unter-montan und ober-kollin), Nährstoffzahl N = 3 (mäßig nährstoffarm bis mäßig nährstoffreich), Kontinentalitätszahl K = 3 (subozeanisch bis subkontinental). Sie ist ein Versauerungsanzeiger und eine Pionierpflanze.

## Taxonomie
Die Erstveröffentlichung von Stellaria graminea erfolgte 1753 durch Carl von Linné in Species Plantarum, Tomus I, Seite 422.

## Abbildungen

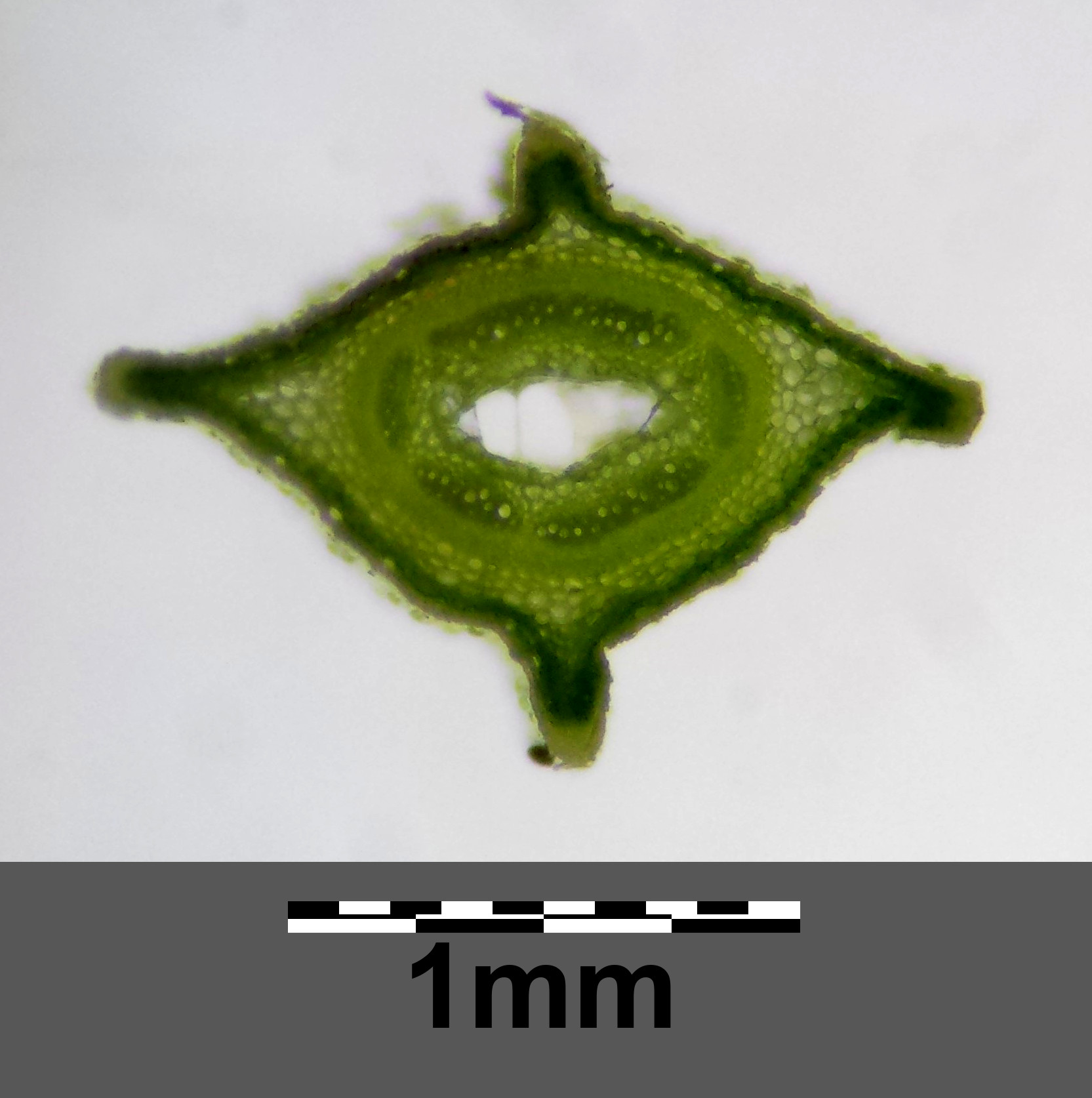
Der Stängel ist im Querschnitt vierkantig
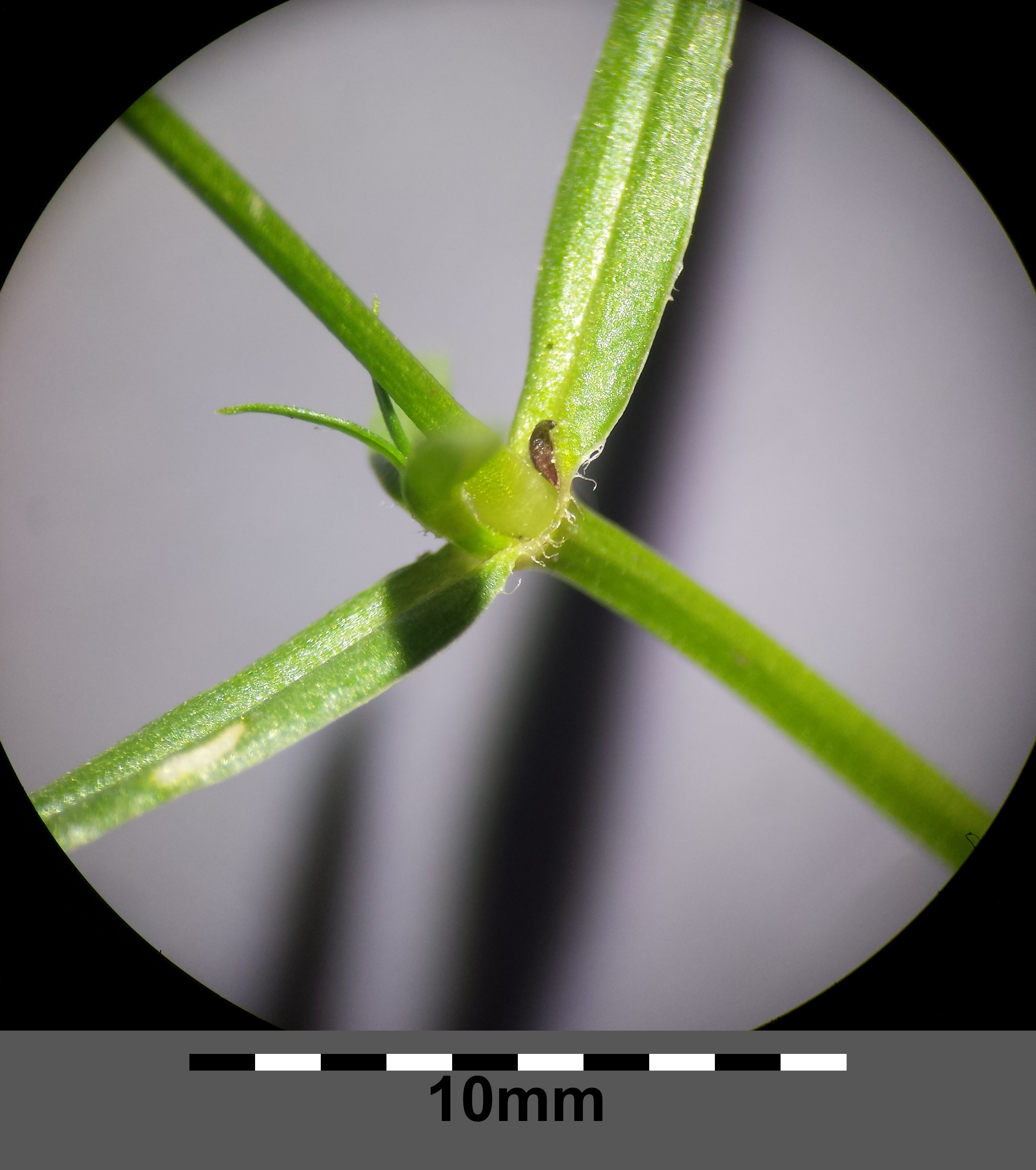
Die Laubblätter sind am Grund bewimpert
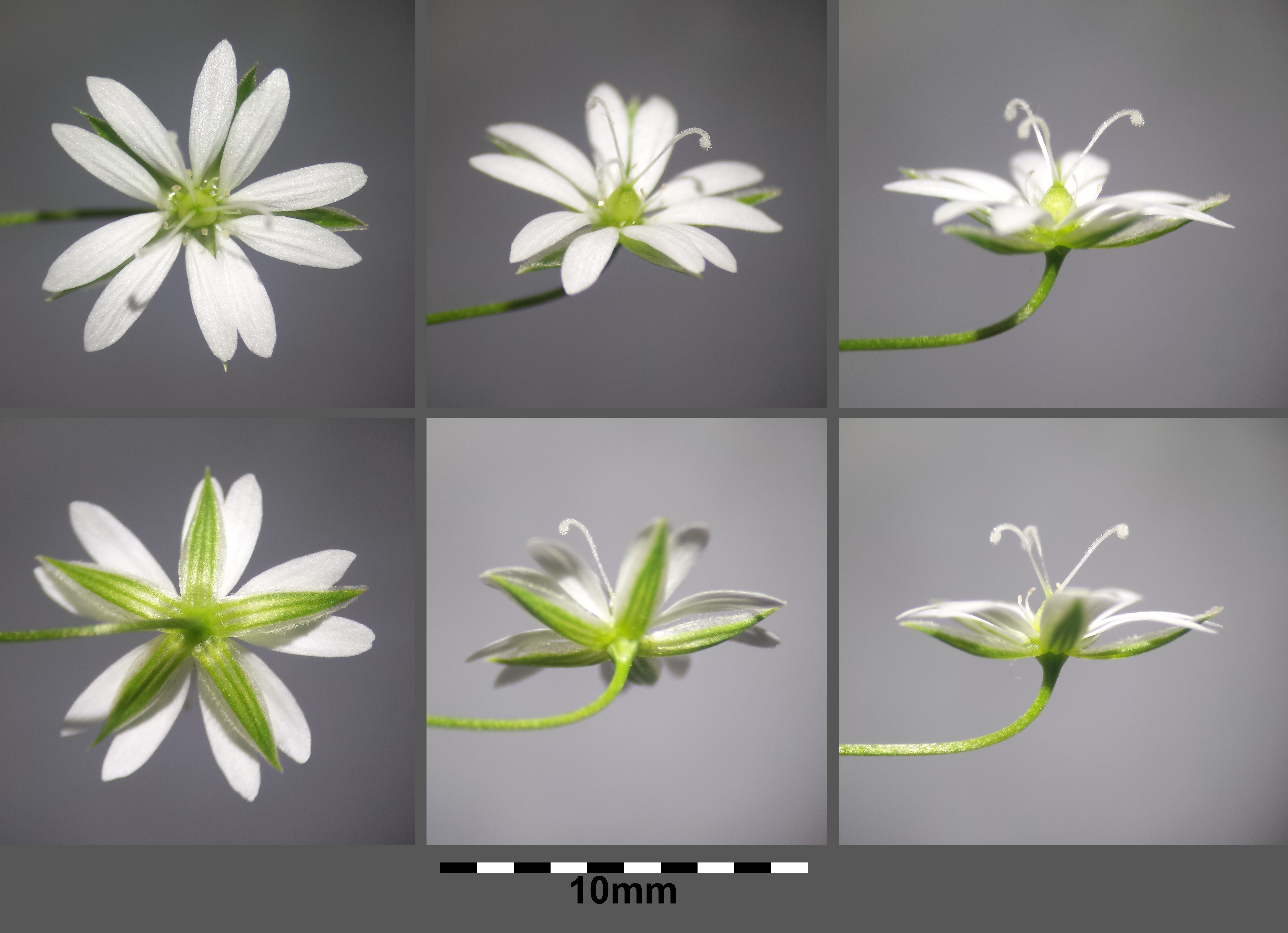
Blüten
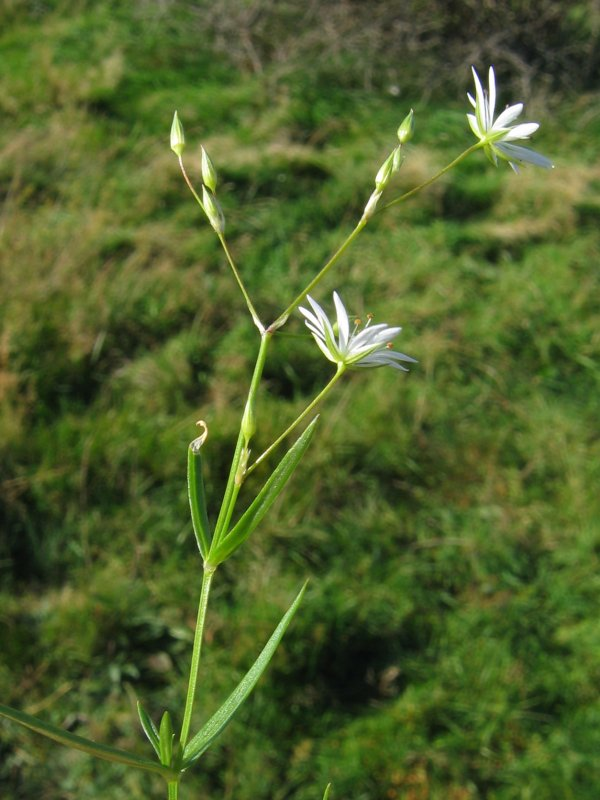
Blütenstand
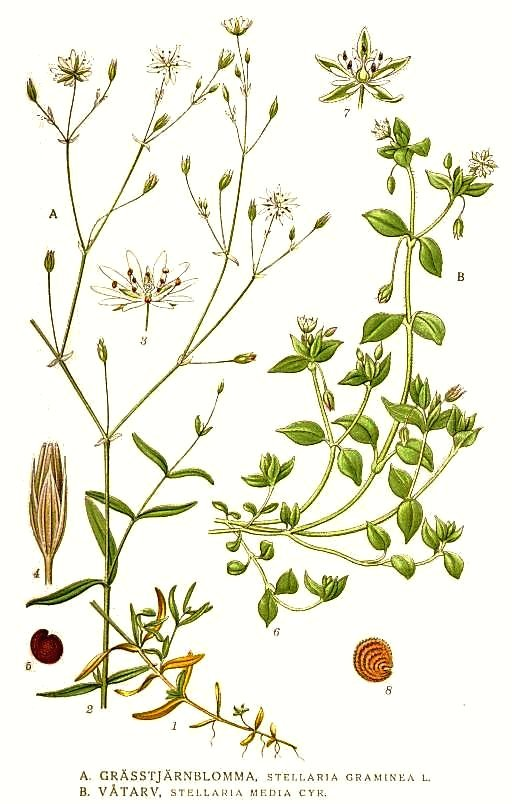
Illustration aus Flora des Nordens